# Eutherocephalia
Los euterocéfalos (Eutherocephalia) son un infraorden de sinápsidos terocéfalos. El clado existió durante el Pérmico y el Triásico a diferencia de los licosúquidos y escilacosaúridos, dos taxones primitivos de terocéfalos, que para finales del Pérmico ya estaban extintos; los euterocéfalos sobrevivieron a la extinción masiva del Pérmico-Triásico. Finalmente se extinguieron durante el Triásico Medio.
Eutherocephalia contiene a la mayor parte de los terocéfalos, aunque las relaciones filogenéticas dentro de los grupos permanece poco clara. Eutherocephalia se considera un clado dentro de muchos análisis filogenéticos, pero la ubicación de grupos como Akidnognathidae, Hofmeyriidae, Whaitsiidae y Baurioidea, que se clasifican dentro de Eutherocephalia, continúa discutida.